# سلطان‌آباد (سربیشه)
سلطان‌آباد یک روستا در ایران است که در بخش مرکزی شهرستان سربیشه واقع شده‌است.